# Orcuttia
Genre

Orcuttia est un genre de plantes monocotylédones de la famille des Poaceae, sous-famille des Chloridoideae, originaire d'Amérique du Nord, qui comprend cinq espèces.
Ce sont des plantes herbacées annuelles aquatiques, aux tiges de 5 à 20 cm de haut. L'inflorescence est un épi ou un racème.
Étymologiele nom générique « Orcuttia » est un hommage au botaniste californien, Charles Russell Orcutt.

## Liste d'espèces
Selon The Plant List (1 mai 2017) :
- Orcuttia californica Vasey
- Orcuttia inaequalis Hoover
- Orcuttia pilosa Hoover
- Orcuttia tenuis Hitchc.
- Orcuttia viscida (Hoover) Reeder